# Yari
Pour les articles homonymes, voir Yari (homonymie).
La yari (槍) est une lance japonaise d'environ 2,5 m (voire 4 m pour certaines) à hampe et lame droite (sachant que différents embouts pouvaient y être accrochés). Elle est l'arme de prédilection des samouraïs, notamment utilisée par les bataillons pour trancher les jarrets des chevaux et désarçonner leurs cavaliers.

## Types de lames
Plusieurs formes de lames ont été utilisées, certaines d'inspiration chinoise. Les formes les plus courantes sont :
- la lame droite symétrique à double tranchant ;
- la forme jū-ji, en forme de croix (+ est aussi le caractère « dix », qui se prononce jū) ;
- la forme recourbée de style faux de guerre.

Ces lames se déclinent en plusieurs variantes :
- sugu yari : lame droite dont la soie s'insère dans la hampe ;
- sankaku yari : lame avec une pointe étroite et triangulaire, permettant de percer les armures, même de métal. Seule la pointe est effilée ;
- kikuchi yari : lame droite aiguisée d'un seul côté ;
- sasaho yari : large lame taillée comme une feuille de bambou ;
- fukuro yari : lame droite où la hampe s'insère dans une douille à la base de la lame (à l’inverse d’une soie étroite qui s’insère dans le bois) ;
- omi yari : très longue lame droite ;
- jūmonji yari : lame en forme de croix ;
- ya gata yari : lame droite en forme de pointe de flèche.

## Autres aspects
Les yari font également l'objet d'une monture, souvent très ouvragée, comme pour les sabres.
Les techniques d'utilisation se regroupent sous le nom de yari jutsu.
Les techniques d'armes en général forment les kobudo.
Le yari jutsu est étudié soit séparément, soit dans les écoles de kendo.
L'art martial sōjutsu est dédié au maniement de l'arme.

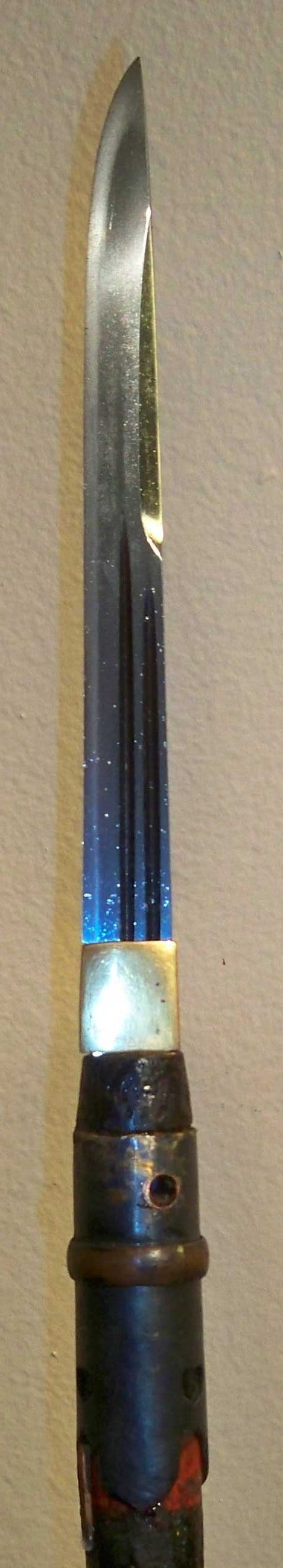
Kikuchi yari.
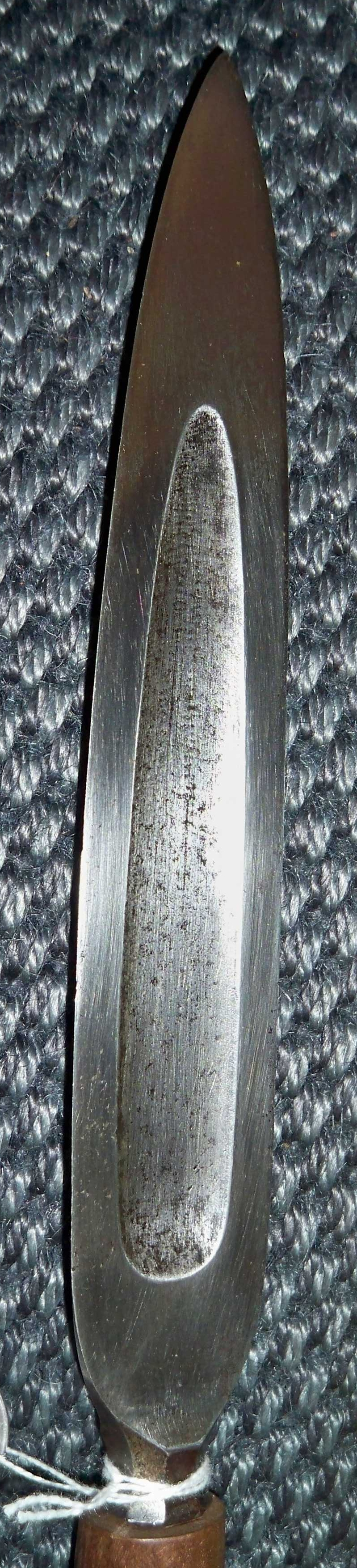
Sasaho yari.
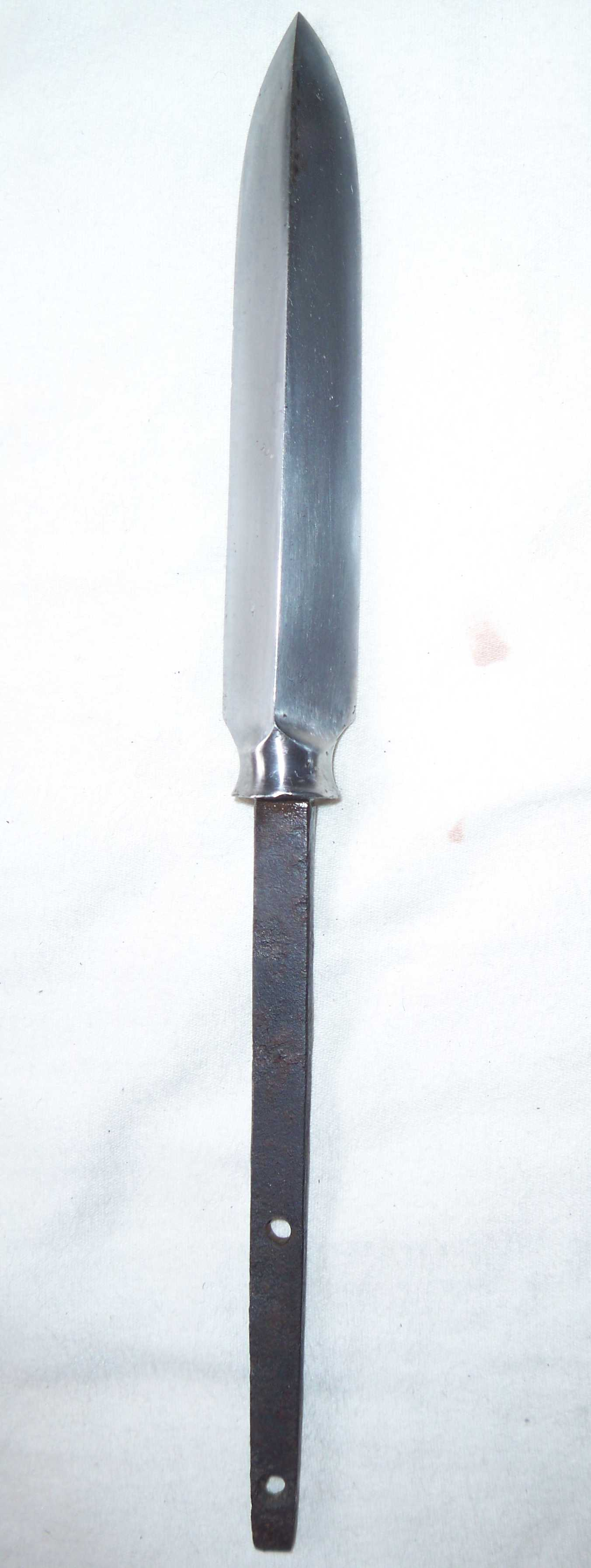
Un sankaku yari.
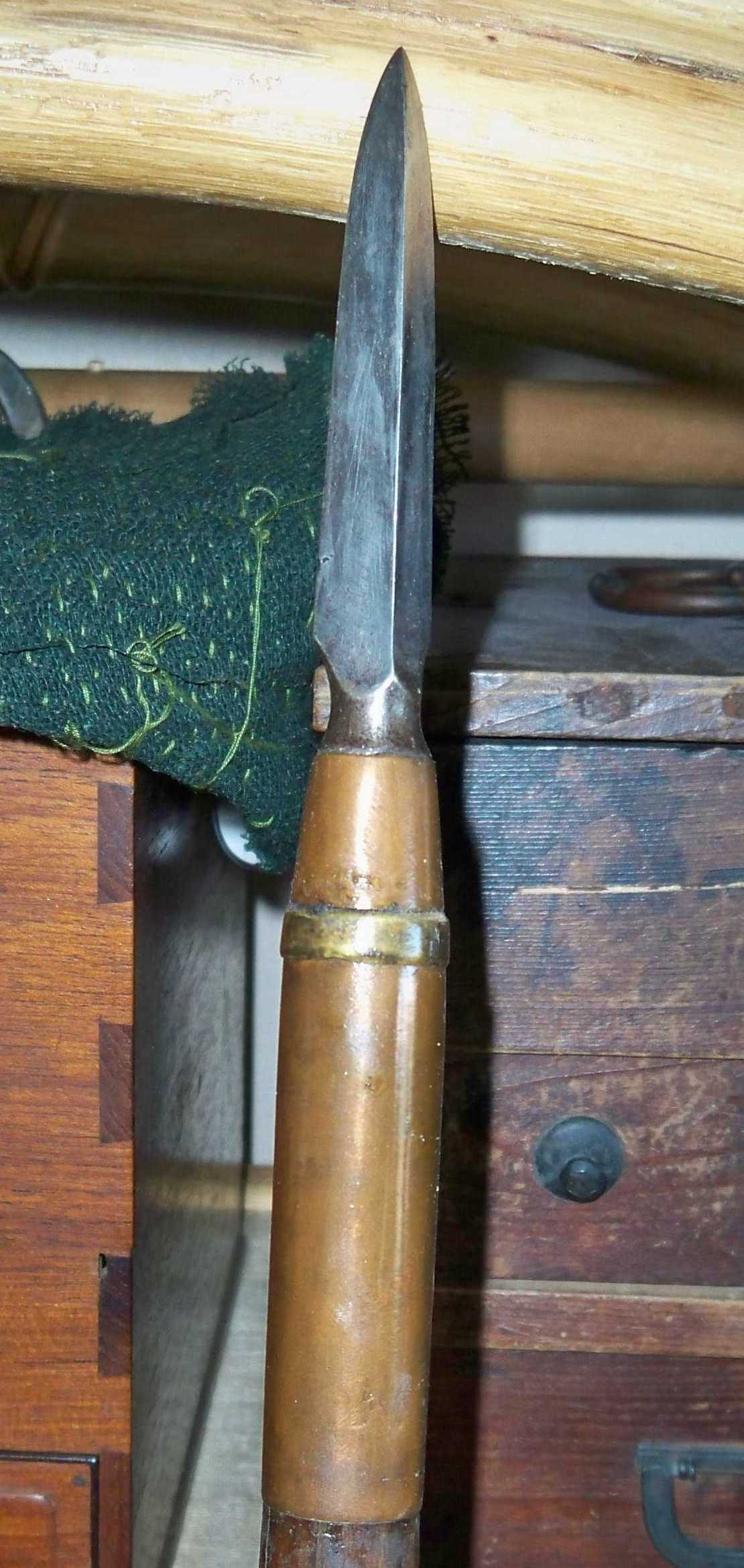
Autre exemple de sankaku yari.
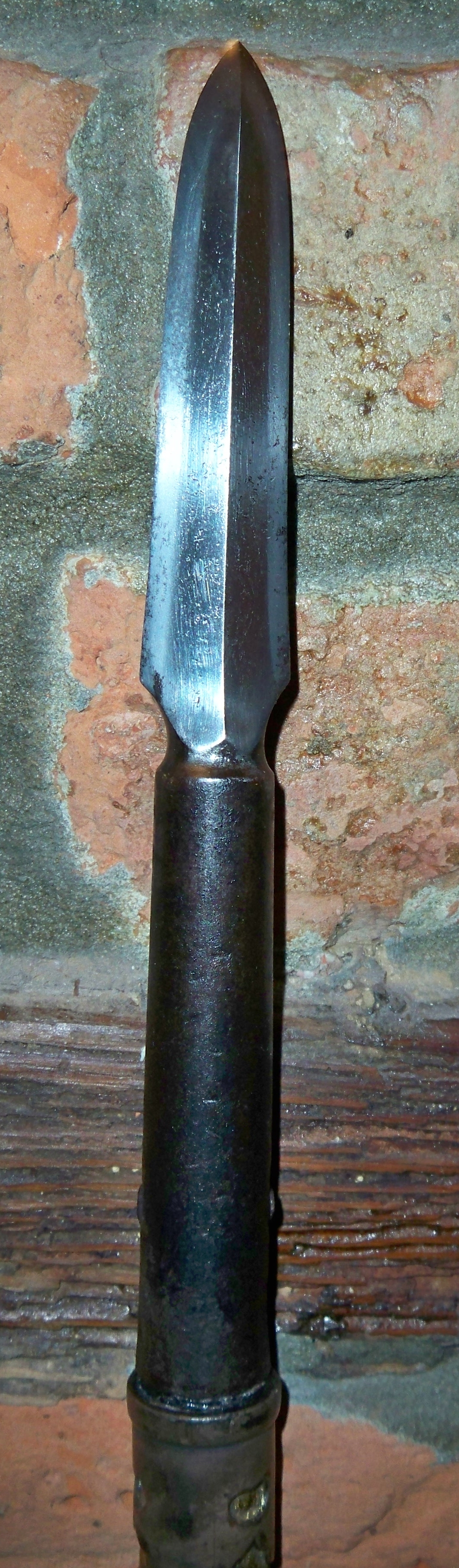
Ryo shinogi fukuro yari.
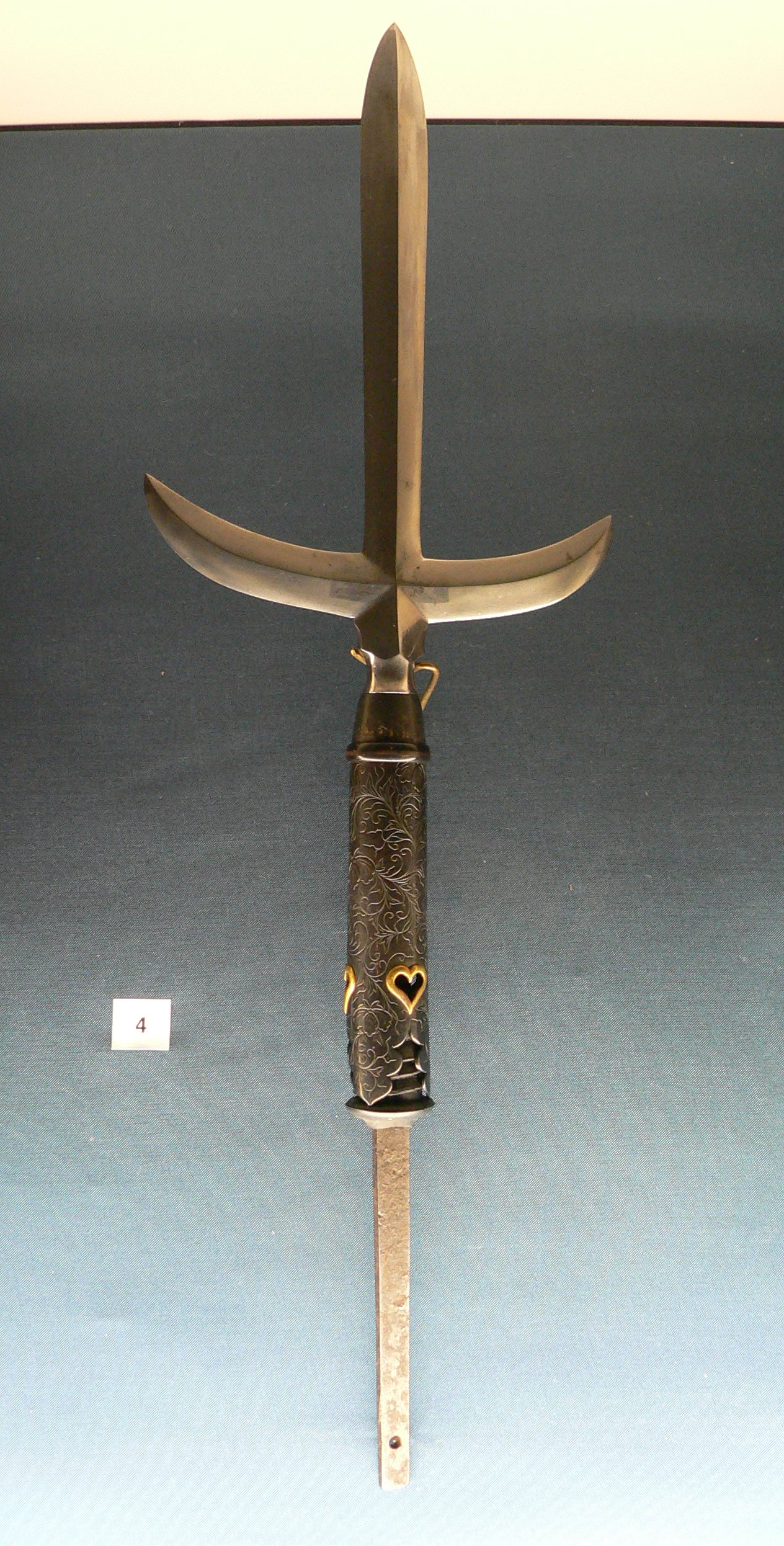
Jūmonji yari.